# A Dog's Life
A Dog's Life és una pel·lícula muda, en blanc i negre produïda i dirigida per Charlie Chaplin el 1918. Va ser la seva primera pel·lícula per a la First National Films, companyia amb la que romandria fins a participar en la fundació de la United Artists. La pel·lícula inclou elements que Chaplin desenvoluparia més tard en The Kid (1921) amb un fort component de sàtira social, ja present en altres pel·lícules i establint un clar paral·lelisme entre la vida de Charlot i la del seu gos fidel. Chaplin, tot i representar un personatge desvalgut, salvarà primer un gos i després una noia de la crueltat del món que els envolta. Va ser el primer cop que Syd Chaplin, germà de Charles Chaplin, va actuar en una pel·lícula d'aquest.

## Repartiment
- Charlie Chaplin (Charlot, el rodamon)
- Edna Purviance (cantant a la sala de ball)
- Mut (Scraps, el gos)
- Syd Chaplin (amo d'un lloc de menjar)
- Henry Bergman (oficinista a l'agència de col·locació)
- Charles Reisner (Aturat gras)
- Albert Austin (oficinista a l'agència de col·locació / lladre)
- Bud Jamison (lladre)
- Tom Wilson (policia)
- Dorothy Cleveland (dona que balla)
- M. J. McCarthy (aturat)
- Mel Brown (aturat)
- Charles Force (aturat)
- Bert Appling (aturat)
- Thomas Riley (aturat)
- Slim Cole (aturat)
- Ted Edwards (aturat)
- Louis Fitzroy (aturat)

## Argument
Charlot viu en un solar deshabitat i intenta sobreviure com pot. Prova de robar un entrepà però és perseguit per un policia. Més endavant en una agència de col·locació descobreix una feina interessant però és contínuament desplaçat al final de la cua pels altres candidats i no pot ni fer la sol·licitud. Salva Scraps, un gos mestís de raça que es defensa d'altres gossos que el persegueixen i ambdós esdevenen inseparables. En un lloc de menjar al carrer Scraps i Charlot aconsegueixen robar salsitxes i pastissets per satisfer la gana. En una sala de ball, The Green Lantern, coneix Edna, que canta d'una manera tan trista que tothom plora al sentir-la. Ell és expulsat quan l'amo de la sala descobreix que no té diners per pagar-li a ella la beguda. Mentrestant dos lladres roben un ric borratxo i amaguen la seva cartera en el solar on Charlot dorm.
Quan Charlot i Scraps dos tornen a "casa" el gos desenterra la cartera i Charlot vol tornar a la sala de ball per treure Edna d'aquell lloc i demanar-li que es casi amb ell. A llí descobreix que ha estat acomiadada perque refusava flirtejar amb els clients. Els lladres descobreixen la cartera i es produeix tot un seguit de situacions en què tant Charlot com els lladres van aconseguint la cartera. Finalment, aprofita que els dos malfactors estan asseguts a una taula, n'estaborneix un, i s'amaga al seu darrere fent veure que les seves mans són les del lladre. Així, aconsegueix fer-se entendre pel seu suposat company, i quan els diners van a parar a les seves mans, fuig amb aquests, la noia i el gos. Més tard quan sembla que els lladres tenen completament atrapat Charlot, Scraps s'endú la cartera i la policia arriba i els deté. Charlie marxa amb Edna i Scraps i amb els diners poden viure feliços en una casa de camp. En la darrera escena, Charlot i Edna contemplen en una cistella els cadells que Scraps ha tingut.